# Panagjurischte-Nunatak
Der Panagjurischte-Nunatak (bulgarisch нунатак Панагюрище nunatak Panagjurischte) ist ein 150 m hoher und felsiger Nunatak auf Greenwich Island im Archipel der Südlichen Shetlandinseln. Er ragt 2,8 km südlich der Crutch Peaks, 3,4 km westsüdwestlich des Sevtopolis Peak und 1,4 km nordöstlich des Kersebleptes-Nunataks auf.
Bulgarische Wissenschaftler kartierten ihn im Zuge von Vermessungen der Tangra Mountains auf der benachbarten Livingston-Insel zwischen 2004 und 2005. Die bulgarische Kommission für Antarktische Geographische Namen benannte ihn 2005 nach der Stadt Panagjurischte im Zentrum Bulgariens.